# Hermann Wislicenus
Hermann Wislicenus (Eisenach, 20 september 1825 - Goslar, 25 april 1899) was een Duits kunstschilder. Hij studeerde aan de Academie van Dresden en werd later een student van Eduard Bendemann en Julius Schnorr. Zijn eerste werk, Überfluss und Elend werd door de Dresdener Galerie aangeschaft in 1853. Een toelage van de groothertog van Weimar maakte het voor hem mogelijk om een studie te volgen in Italië (1853–1857) waar hij in Rome woonde en een volger werd van Peter von Cornelius. Tot aan zijn terugkeer in Duitsland woonde hij in Weimar. In 1868 werd hij benoemd tot professor aan de Kunstacademie Düsseldorf.

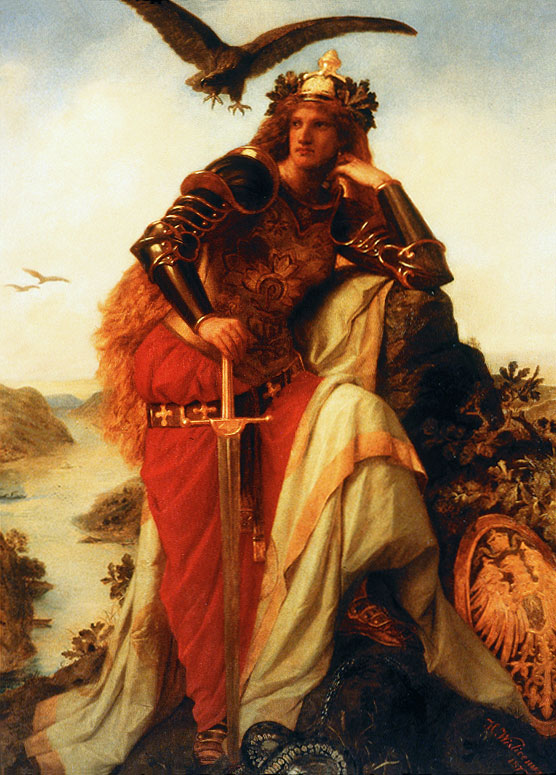
Germania op wacht bij de Rijn, Hermann Wislicenus, 1873

## Werken
Wisclicenus schilderde onder andere olieverfschilderijen, aquarellen, en cartoons. Hij schilderde die Nacht voor de Groothertog van Weimar. In 1862 de Prometheussage die in het Museum van Leipzig hangt, in 1865 de Deukalionische Flut (Weimar Museum ). Hij schilderde ook muurschilderingen als Brutus' Urteilsspruch en de Mutter der Gracchen in Leipzig; die Phantasie, von den Träumen getragen (Sammlung Schack, München); die vier Evangelisten een muurschildering voor de Groorthertogelijke kapel te Weimar). In Düsseldorf schilderde hij in 1877 "die vier Jahreszeiten" (Nationalgalerie, Berlijn).
- Gemeinsame Normdatei: 118634054
- International Standard Name Identifier: 0000 0001 1673 2300
- Library of Congress Control Number: n88170239
- Nederlandse Thesaurus van Auteursnamen: 13866711X
- RKD-Nederlands Instituut voor Kunstgeschiedenis: 85059
- Union List of Artist Names: 500182095
- Virtual International Authority File: 74646348
- WorldCat: E39PBJpjh64VRvYbXMTxjyK68C